# Route des Navigateurs
La route des Navigateurs est une route touristique située dans trois régions touristiques au Québec, soit le Centre-du-Québec, Chaudière-Appalaches et le Bas-Saint-Laurent. Cette route suit le tracé de la route 132 entre Baie-du-Febvre dans la région touristique du Centre-du-Québec et Sainte-Luce dans la région touristique du Bas-Saint-Laurent. Les attraits à visiter sur cette route sont multiples. Elle est une des routes touristiques officielles signalisées par Tourisme Québec à l’aide de panneaux bleus.
La route des Navigateurs a été, avec le Chemin du Roy dans la région de Portneuf, l'un des deux projets pilotes menés entre 1996 et 1998 par Tourisme Québec et le ministère des Transports pour l'implantation de routes touristiques sur le territoire québécois.

## Trajet
Le trajet de la route des Navigateurs s'étend sur 470 kilomètres le long du fleuve Saint-Laurent. La route traverse les municipalités suivantes :

## Attraits
Centre-du-Québec
- Cap-Charles, Centre de la navigation
- Centre d'interprétation de Baie-du-Fèbvre
- Centre de la biodiversité du Québec
- Moulin Michel de Gentilly
- La Maison de Bibi
- Presbytère de Saint-Pierre-les-Becquets

Chaudière-Appalaches
- Le Bateau Ivre
- Musée « Le Grenier de L'Isle »
- Musée maritime du Québec
- La Fête des Chants de Marins
- Fête de la Navigation
- Lieu historique national du Canada du chantier A.C. Davie

Bas-Saint-Laurent
- Site historique maritime de la Pointe-au-Père
- Lieu historique national du Canada du Phare-de-Pointe-au-Père
- Musée de bateaux miniatures et légendes du Bas-Saint-Laurent
- Sous-marin Onondaga
- Écomaris : expéditions sur le Saint-Laurent
- Société de la batture du Kamouraska

### Médiagraphie
- «Route des Navigateurs», Tourisme Centre-du-Québec(Site web officiel)
- «Route des Navigateurs», Tourisme Chaudière-Appalaches (Site web officiel)
- «Route des Navigateurs», Tourisme Bas-Saint-Laurent (Site web officiel)
- Route des Navigateurs